# Rockers Hi-Fi
Rockers Hi-Fi foi um grupo dub electrónico/ dança formado em Birmingham, Inglaterra em meados dos anos 90.
Sua música foi bastante popular em toda a Europa como uma extensão e continuação do género dub music. Lançaram quatro álbuns de estúdio. Sua canção "What a Life" foi parte da banda sonora do filme de 1995 The Basketball Diaries, e "Going Under (Love & Insanity Dub) - K & D Sessions" caracterizado no  filme Traffic de 2000.

## Discografia
- Rockers Rockers (Gravado em 1993, lançado em 1995, 4th & Broadway / Gee Street Records)
- Push Push (single) (1995) 4th & Broadway
- Mish Mash] (25 de Março de 1997, WEA Records)
- DJ-Kicks: The Black Album (19 de Maio, 1997, Studio! K7)
- Overproof (1998, WEA Records)
- Times Up (1999, WEA Records)

## Ligações Externas
- BiggaBush
- MySpace